# CheyTac Intervention
El CheyTac M-200 Intervention es un fusil de francotirador de cerrojo estadounidense fabricado por CheyTac para interdicción de objetivos a larga distancia. Es alimentado por un cargador extraíble de 7 balas. Dispara munición .408 CheyTac o .375 CheyTac. Documentos de CheyTac dicen que el arma es capaz de ofrecer una precisión sub-MDA en distancias de hasta 2300 metros, uno de los más largos alcances de todos los modernos fusiles de francotirador hoy en día. Está basado en el fusil EDM Arms Windrunner.

## Freno de boca y silenciador
El ligero retroceso del .408 CheyTac se atribuye al freno de boca McArthur PGRS-1, que fue diseñado por el inventor de armas de fuego Bruce McArthur, propietario de The Flint & Frizzen Gun Shop en Clarkston, Míchigan. McArthur lo diseñó para quitar los gases del proyectil antes de que saliera del freno de boca.
El silenciador del freno de boca del CheyTac, fabricado por la OPS INC, es un silenciador de acero inoxidable. Al ser construido con piezas no reemplazables de acero inoxidable, le garantiza una vida útil igual o superior a la del fusil. Cuando está totalmente lleno de agua, el silenciador puede drenarse en 6 segundos, lo que permite la utilización al salir del agua.

## Sistemas de miras ópticas diurnas/nocturnas
Hay dos tipos diferentes de miras ópticas disponibles. La principal es la mira telescópica NXS Nightforce 5,5-22x56 de ampliación variable con un objetivo de 56 mm. La mira telescópica alternativa es la US Optics SN-9. El sistema de visión nocturna es el monocular AN/PVS-14 AN/PVS-14 GEN III Pinnacle. El PVS-14 se une a la mira diurna utilizando el dispositivo Monoloc. Un láser infrarrojo AN/PEQ-2 se utiliza para el apoyo del sistema con la mira de visión nocturna en condiciones donde no hay suficiente iluminación ambiental o el láser IR es necesario para la iluminación adicional de objetivos. El dispositivo está conectado a un puntal de titanio.

## Conjunto de sensores meteorológicos y medioambientales
El conjunto de sensores meteorológicos y ambientales KESTREL 4000 se utiliza para medir el viento, la temperatura del aire y la presión de aire. También recoge la humedad relativa, viento frío, y punto de rocío. Todos estos datos se introducen directamente en el equipo de cómputo táctico, de modo que no es necesaria la introducción manual.

## Telémetro
Se utiliza un telémetro láser Vector IV mil spec para establecer datos sobre distancias. Los telémetros láser de alta tecnología pueden medir distancias con gran precisión a más de 2.000 metros (2.200 yardas).

## Precisión
CheyTac afirma en su Nota informativa del 13 de noviembre de 2006 que "el CheyTac LRRS es una sólido sistema antipersonal a 1.830 metros (2.000 yardas). El propósito principal del .408 es ser un sistema antipersonal de extrema distancia.
Record
En el episodio "Massive Attack" del programa de televisión Armas del futuro, el presentador Richard Machowicz, un ex SEAL del grupo de operaciones especiales de la Armada de los Estados Unidos, hizo 3 de 6 tiros contra una lámina de metal a una distancia de 2.313 metros (2.530 yardas) en Arco Pass, Idaho.
Un francotirador de SAS acertó a un francotirador jihadista de Daesh desde 2,4 kilómetros. (2.414 m).